# Gerard Dou (Leeuwarden)
Gerard Dou is een buurt in de stad Leeuwarden in de Nederlandse provincie Friesland. De buurt ligt in de wijk Huizum-West.

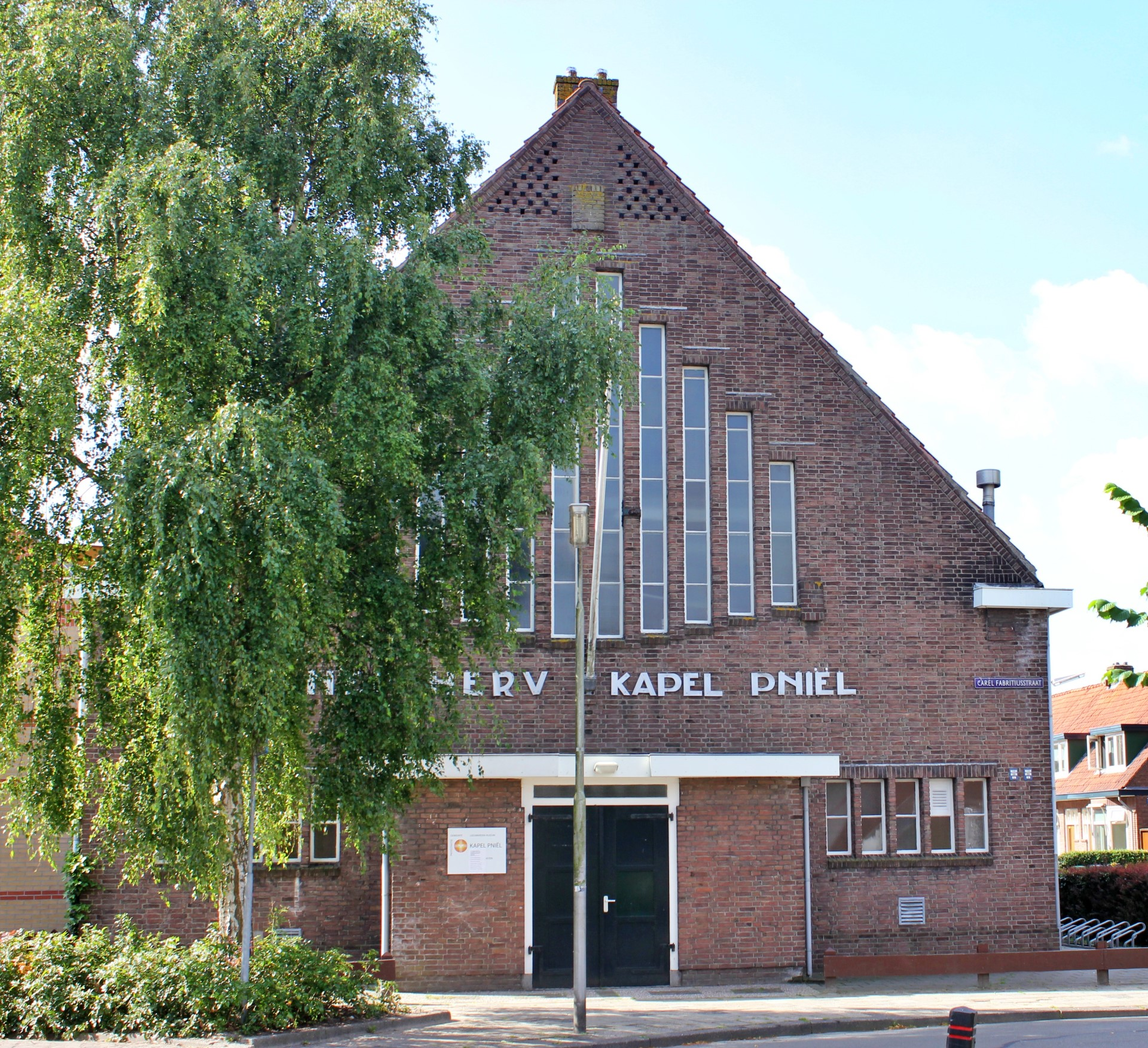
Kapel Pniël, voormalige kerk, onderdeel IKC

Wijken: Aldlân & De Hemrik · Bilgaard & Havankpark e.o. · Binnenstad · Camminghaburen e.o.  · De Zuidlanden · Heechterp & Schieringen · Hempens/Teerns & Zuiderburen · Huizum-West · Middelsee · Nijlân & De Zwette · Oud-Oost · Potmargezone ·  Sonnenborgh e.o.  · Vossepark & Helicon · Vrijheidswijk · Westeinde e.o.

Voormalige wijken: Aldlân · Bedrijventerrein-Oost · Bedrijventerrein West · Camminghaburen · De Zwette · Grote Wielen & De Groene Ster · Huizum-Oost · Oldegalileën & Bloemenbuurt · Oranjewijk & Tulpenburg · Schieringen & De Centrale · Vlietzone · Tjerk Hiddes & Cambuursterhoek · Transvaalwijk & Rengerspark · Valeriuskwartier & Magere Weide · Vogelwijk & Muziekwijk

Buurten: Achter de Hoven · Aldlân-Oost · Aldlân-West · Barrahûs · Bilgaard · Blitsaerd · Bloemenbuurt · Blokhuisplein · Boksumerhoeke · Bonifatius ·  Buitengebied De Zwette · Buitengebied Noordwest · Buitengebied West · Cambuur · Cambuursterpad · Camminghaburen-Midden · -Noord · -Zuid · De Centrale · De Groene Ster · De Klamp · De Fellingen · De Waag · De Werp · De Zuidlanden · De Zwette I Harlingervaart ·  De Zwette II Zwettehaven ·  De Zwette III Schenkenschans · De Zwette IV Businesspark · De Zwette V  Newton · De Zwette VI Deinumerpolder · EnergieCampus Sylsterrak · Gerard Dou · Grote Kerkbuurt · Grote Wielen · Harlingervaart Noord · Havankpark · Havenstêd ·  Heechterp · Helicon · Hemrik · Hoek · Hollanderwijk · Huizum-Badweg · -Bornia · -Dorp · -Sixma · Indische buurt · Jan van Scorelbuurt · Julianapark · Magere Weide · Molenpad · Nieuwestad · Nijlân · Oldegalileën · Oldehove · Oranjewijk · Rapenburg · Rengerspark · Schepenbuurt · Schieringen · Snakkerburen · Sonnenborgh · Stationskwartier · Techum · Transvaalwijk · Tulpenburg · Valeriuskwartier · Vierhuisterweg e.o. · Vogelwijk · Vossepark · Welgelegen · Westeinde · Wetterstêd · Wiarda · Wielenpôlle · Zaailand · Zamenhofpark · Zeeheldenbuurt · Zuiderburen